# Біньчжоу (Шеньсі)
Біньчжоу (кит. спр. 彬州市, піньїнь: Bīnzhōu Shì) — місто-повіт в центральнокитайській провінції Шеньсі, складова міста Сяньян.

## Географія
Біньчжоу розташовується на півночі префектури, лежить у межах Лесового плато.